# Guerra de zapa
La guerra de zapa se llamó a las instrucciones dadas por el general argentino José de San Martín con el fin de alarmar a Chile, seducir las tropas realistas, promover la deserción, figurar los sucesos, desconceptuar a los jefes, infundir temor a los soldados y procurar desconcertar los planes del gobernador realista de Chile, Casimiro Marcó del Pont, entre 1815 y 1817, durante la preparación del Ejército Libertador de los Andes. El encargado de llevar a cabo todas estas acciones fue el patriota chileno Manuel Rodríguez quien al volver de Mendoza acompañado de otros patriotas chilenos ejecutaron todas esas acciones y dieron a la formación de guerrillas por toda la zona central de Chile para lograr la insurrección y la desarticulación del Ejército Real de Chile y así dar paso al Cruce de los Andes.

## Plan
Durante 1816, San Martín intensifica su táctica dirigida a debilitar al enemigo entronizado en Chile, apelando a la "guerra de zapa". Consistió en la emisión de proclamas, noticias y rumores a través de agentes infiltrados en la sociedad chilena, intentando captar adeptos para la revolución, especialmente entre los oficiales del ejército realista con simpatías democráticas. Además, sus agentes obtenían datos del poderío militar, posiciones, rutas y comunicaciones. Para llevarla a la práctica San Martín tenía en Chile a los patriotas vencidos pero no desmoralizados que esperaban la llegada del Ejército de los Andes y saboteaban al gobierno de Marcó del Pont. 
Todo eso facilitó la obra de desmoralización, emprendida hábil y valerosamente, y de la cual se informaba a San Martín por agentes que cruzaban la cordillera.
Entre los hombres que cumplieron tareas de inteligencia "de zapa", merecen citarse a Pedro Aldunate y Toro, Santiago Bueras, Diego Guzmán, Ramón Picarte, Miguel Ureta, Pedro Alcántara, Juan Pablo Ramírez, Domingo Pérez y Antonio Merino. Decía San Martín en carta a Tomás Guido del 1 de noviembre de 1816, "La guerra de zapa que les hago es terrible; ya los tengo metidos en sus cuerpos a ocho desertores, entre ellos dos sargentos, gente de toda mi confianza, que han ido en clase de tales. Esto me ha costado indecible trabajo, pues ha sido preciso separar toda sospecha de intervención mía en el particular para ocultar ese paso".
Una función importante tuvo en este plan Manuel Rodríguez quien a pesar de ser un carrerino fue reclutado por San Martín para espiar, transportar órdenes por la cordillera y principalmente crear guerrillas. Rodríguez unirá al bandido de caminos José Miguel Neira quien recibirá un grado militar por dar preferencias en sus asaltos a los españoles. 
San Martín le encomendó a José Antonio Álvarez Condarco, un tucumano conocedor de trazados y recovecos topográficos, que viajara a Santiago como emisario y se entrevistara con el gobernador Marcó del Pont con la excusa de hacerle conocer la Declaración de la Independencia Argentina del 9 de julio de 1816. San Martín le hizo cruzar la Cordillera por la Ruta de Los Patos y volver a Mendoza por Uspallata, debiendo Condarco grabar en su memoria la situación de los valles, desfiladeros, rodeos, etc.
En diciembre de 1816 San Martín hizo distribuir en Chile, por medio de sus emisarios secretos, un documento con el fin de avisar a sus habitantes que un ejército de las Provincias Unidas del Río de la Plata iba a cruzar la cordillera. San Martín buscaba así incitar la insurrección en el gobierno de Marcó y lograr el apoyo de los habitantes:

El General en Jefe del Ejército de los Andes a los habitantes de Chile.
PROCLAMA.
¡Chilenos, Amigos y Compatriotas!

El Ejército de mi mando viene á libraros de los tiranos que oprimen ese precioso suelo. Yo me enternezco cuando medito las ansias recíprocas de abrazarse tantas familias privadas de la felicidad de su patria, ó por un destierro violento, ó por una emigración necesaria. La tranquila posesión de sus hogares es para mi un objeto el más interesante. Vosotros podeis acelerar ese dulce momento preparándoos á cooperar con vuestros libertadores, que recibirán con la mayor cordialidad á cuantos quieran reunírseles para tan grande empresa. La tropa está prevenida de una disciplina rigurosa y respeto que debe á la religión, á las propiedad y al honor de todo ciudadano. No es de nuestro juicio entrar en el examen de las opiniones: conocemos que el temor y la seguridad arrancan muchas veces las más estraviadas contra los sentimientos del corazón. Yo os protesto por mi honor y por la independencia de nuestra cara patria que nadie será repulsado al presentarse de buena fe. El soldado se incorporará en nuestras filas con la misma distinción de los que las componen, y con un premio especial el que trajese sus armas. El paisano hospitalario y auxiliador del ejército será recompensado por su mérito y tendrá la gratitud de sus hermanos: se castigará con severidad el menor insulto. Me prometo que no se cometerá alguno bajo las banderas americanas, y que se arrepentirá tarde y sin recurso el que las ofenda. Estos son los sentimientos del Gobierno Supremo de las Provincias Unidas en Sud América que me manda, desprendiéndose de una parte principal de sus fuerzas para romper las cadenas ensangrentadas que os ligan al carro infame de los tiranos; son los mios y los de mis compañeros en la campaña. Ella se emprende para salvaros. ¡Chilenos generosos! Corresponded á los designios de los que arrostran la muerte por la libertad de la patria.
José de San Martín

## Acciones guerrilleras de la guerra de zapa

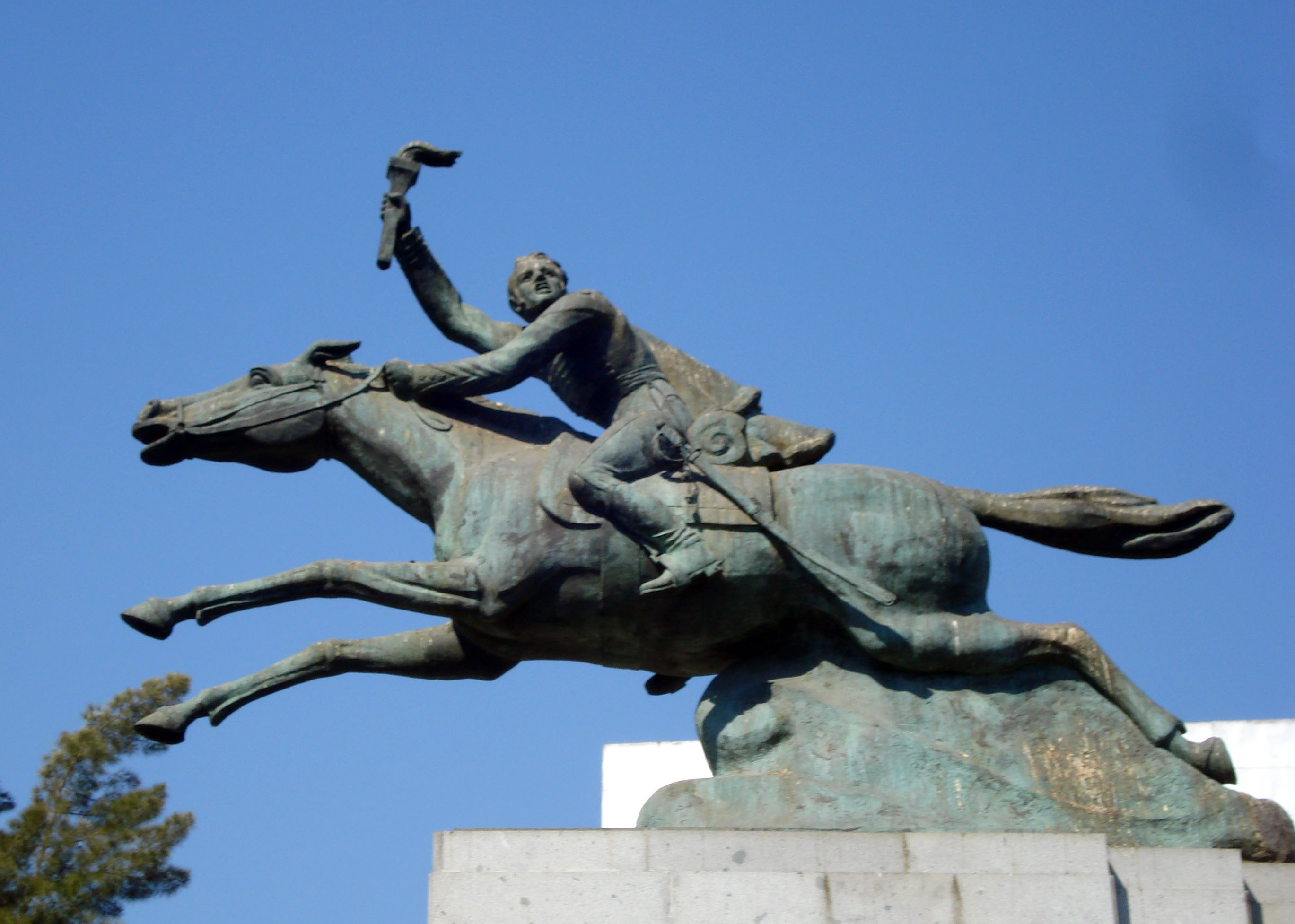
Estatua del guerrillero chileno Manuel Rodríguez.

Manuel Rodríguez normalmente hostigó a las fuerzas realistas en sus viajes al interior de Colchagua, a donde viajaba frecuentemente desde Mendoza y Uspallata, pasando por Los Andes, Curacaví, Melipilla, Alhué y Marchigüe, dejando innumerables testimonios de inteligencia militar. Esta ruta le permitió eludir las fuerzas realistas y asestar certeros y efectistas golpes en San Felipe, Santiago, Melipilla y San Fernando. Otras veces cruzaba por el Paso del Planchón, cuyos planos sirvieron al general Freire años más tarde, durante la reconquista de Chile.
Durante sus andanzas, Rodríguez se unirá al bandido de caminos José Miguel Neira en San Fernando, y mediante una carta de San Martín y Bernardo O'Higgins, se le confirió el grado de coronel de milicias, además del perdón por sus fechorías pasadas, si el contribuía a la causa patriota desviando sus acciones hacia los estancieros realistas. Neira combinó y realizó fuertes acciones contra realistas, distrayendo algunas fuerzas desde Santiago.
Entre los años de 1815 y 1817, Manuel Rodríguez logró llevar el desorden entre las tropas realistas y organizó una red de corresponsales que se convirtieron, cuando las circunstancias lo requerían, en jefes de partidas volantes que aparecieron y desaparecieron misteriosamente. Su osadía llegó al punto de abrirle la puerta del carruaje al mismísimo Casimiro Marcó del Pont a la salida del edificio gubernamental y además recibir una moneda por el servicio de parte del gobernador; esta proeza de gran riesgo causó las más grandes burlas de toda la población de Santiago hacia su gobernante. Pronto la figura de Rodríguez adquirió el relieve y la aureola de la leyenda con sus acciones de gran riesgo frente a las mismas espaldas de los realistas. Sus hazañas fueron la comidilla de las tertulias de la ciudad.

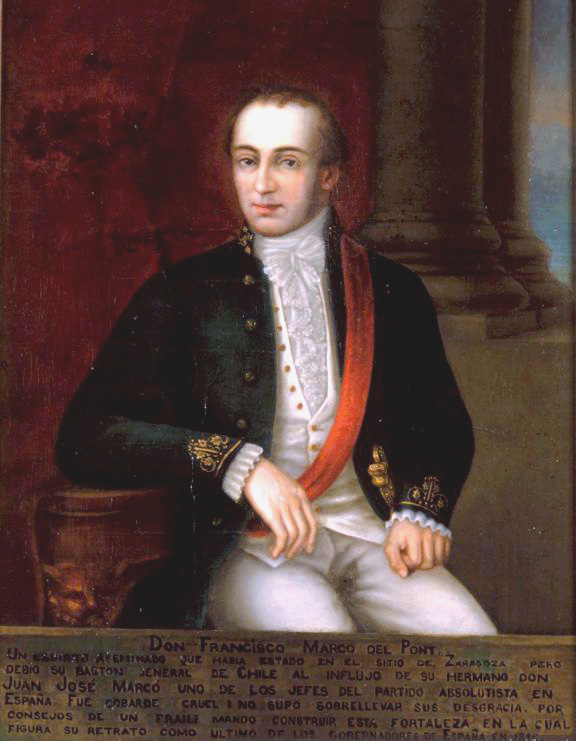
El gobernador Casimiro Marcó del Pont.

El gobernador realista de Chile, Casimiro Marcó del Pont, quien ya había aplicado varias medidas represivas contra el pueblo y ejecutadas por el comandante del Real Regimiento de Talavera de la Reina el capitán Vicente San Bruno había generado un descontento general en la gente lo que facilitaba al guerrillero Rodríguez fomentar y hacer que la gente apostara por la causa independentista. Marco del Pont ante esta nueva y latente amenaza dispuso el funcionamiento de fuertes destacamentos para destruir a los guerrilleros, estos estuvieron a cargo primeramente por el capitán de dragones Joaquín Magallar, luego por el coronel Antonio de Quintanilla, el coronel Juan Francisco Sánchez y el coronel Antonio Morgado pero ninguno logró destruir las montoneras que primeramente se concentraban en el distrito de Colchagua. Marco del Pont tuvo que desplegar al sur de Santiago parte de su ejército, unos aproximadamente 1.500 soldados para evitar sublevaciones y vencer las guerrillas que se formaban.
Rodríguez varias veces atravesó la cordillera para ir y venirse de Mendoza. En estos viajes trajo a Chile el armamento y la logística suficiente para mantener las guerrillas por gran parte del territorio.  
En enero de 1817, Rodríguez perpetró sus últimas hazañas. Con ochenta hombres cayó sobre Melipilla y se apoderó de los fondos recaudados por contribuciones forzosas, unos dos mil pesos, que repartió entre sus hombres, para que pudiesen alimentar a sus familias.
Pocos días después, ciento cincuenta de sus hombres, al mando de Francisco Salas Fuenzalida, asaltaron de noche a San Fernando por órdenes de Rodríguez. La guarnición realista resistió el ataque; entonces Salas gritó con voz atronadora: ¡Que avance la artillería! ¡Que se muevan los cañones!. Inmediatamente los montoneros pusieron en movimiento unas rastras de cueros con piedras que producían un ruido idéntico al rodado de cañones. Los realistas, creyéndose atacados por una gran fuerza militar, huyeron. Así, Salas se apoderó de San Fernando.
Siguiendo esta cadena de asaltos, el guerrillero chileno Francisco Villota con unos cuantos hombres ataca Curicó, pero no consigue tomarla. Aun así los alrededores de Curicó seguirán siendo hostigados hasta lograr su toma.
El cruce de los Andes se estaba llevando a cabo y las últimas acciones de la guerra de zapa estaban por producirse. La columna de José León Lemos en el sur con 25 hombres hacia maniobras de distracción mientras las guerrillas apoyadas por la columna que comandaba el chileno Ramón Freire lograba derrotar a los realistas en la hacienda de Cumpeo, y luego de la retirada obligatoria de los realistas que se repliegan a Santiago por el llamado del gobernador para defender la capital, los patriotas toman la ciudad de Talca. Días después el guerrillero chileno Isidro Peña logra ocupar con sus fuerzas la ciudad de Curicó. Estas acciones seguidas con el desbande de los realistas hacia Santiago deja aislado totalmente Santiago de Concepción. La región del sur desde las proximidades de San Fernando al río Maule quedaba bajo el control de las guerrillas.
Por otra parte Manuel Rodríguez se apodera definitivamente de San Fernando donde gracias al apoyo de la zona se levanta una pequeña gobernación que duraría desde el 11 de febrero al 21 de marzo de 1817.

## Consecuencias
Una vez divididas las fuerzas españolas gracias a las acciones guerrilleras de Manuel Rodríguez y sus montoneros, el 21 de enero de 1817 el ejército libertador, compuesto por unos cuatro mil soldados, logró atravesar la cordillera de los Andes por los pasos de Uspallata, Piuquenes, el Planchón y los Patos, a principios de febrero todas las divisiones avistaban territorio chileno.
La dispersión de las fuerzas realistas (estimadas en abril de 1817 en 4.317 hombres), por todo el territorio debido principalmente a las montoneras hizo que a Francisco Casimiro Marcó del Pont muy difícil reunir un ejército para enfrentar al ejército de los Andes que ya se establecía en Chile. Finalmente sería de 1500 hombres. La moral de éstos no era la mejor, pues estaban mal pagos y no se les había reconocido los grados ganados en la campaña de reconquista al mando de Mariano Osorio.
Las fuerzas realistas estaban bastante debilitadas ante la llegada de las tropas de San Martín. La mayoría de la población estaba a favor de los patriotas, los realistas no podían dejar sin tropas algunos sectores ya que de abandonarlos estos se alzarían en su contra como justamente sucedió al replegarse los realistas a la capital. Las guerrillas habían logrado mermar la capacidad de los realistas que ya no podían contar con todas sus fuerzas.
Finalmente el 12 de febrero de 1817 se encontraron los dos ejércitos en la cuesta de Chacabuco donde los realistas son definitivamente derrotados por el ejército de los Andes poniendo fin de esta manera a la reconquista española. El gobernador Marco del Pont quien intento escapar fue preso junto a unos cuantos oficiales.
Ahora gracias a los esfuerzos de las guerrillas y el ejército de los Andes los patriotas recuperaban la mitad de Chile.

## Origen del nombre
El médico argentino Ramón Carrillo, en una conferencia en la Escuela de Altos Estudios del Ejército, señaló que "el concepto de guerra de nervios es sinónimo de 'guerra de zapa'", que era la terminología utilizada por San Martín, uno de los creadores de la guerra psicológica moderna. Tan es así que la Escuela de Altos Estudios de Berlín estudió las campañas emprendidas por San Martín desde este punto de vista. Desde luego el sistema fue creado instintivamente por San Martín.[cita requerida]